# III. třída okresu Prostějov
III. třída okresu Prostějov (okresní soutěž III. třídy) je devátá nejvyšší fotbalová soutěž v Česku, v prostějovském okrese. Hraje se každý rok od léta do jara se zimní přestávkou. Na konci ročníku nejlepší dva týmy postupují do II. třídy okresu Prostějov a dva nejhorší týmy sestoupí do IV. třídy okresu Prostějov (jeden do skupiny A a jeden do skupiny B).

## Vítězové

### III. třída okresu Prostějov skupina A
| Ročník    | Vítězný tým                   |
| --------- | ----------------------------- |
| 2003/2004 | TJ Jiskra Brodek u Konice „B“ |
| 2004/2005 | FK Výšovice                   |
| 2005/2006 | TJ Sokol Přemyslovice         |
| 2006/2007 | Sokol Bedihošť                |
| 2007/2008 | TJ Sokol Určice „B“           |
| 2008/2009 | TJ Sokol Olšany               |
| 2009/2010 | FC Kralice na Hané „B“        |
| 2010/2011 | FC Dobromilice                |
| 2011/2012 | 1. SK Prostějov               |
| 2012/2013 | FK Němčice nad Hanou          |
| 2013/2014 | FK Skalka 2011                |
| 2014/2015 | FK Němčice nad Hanou          |
| 2015/2016 | TJ Sokol Vícov                |
| 2016/2017 | FC Dobromilice                |
| 2017/2018 | FK Skalka 2011                |
| 2018/2019 |                               |

### III. třída okresu Prostějov skupina B
| Ročník    | Vítězný tým         |
| --------- | ------------------- |
| 2004/2005 | Soutěž se nehrála.  |
| 2005/2006 | Soutěž se nehrála.  |
| 2006/2007 | Soutěž se nehrála.  |
| 2007/2008 | Soutěž se nehrála.  |
| 2008/2009 | Soutěž se nehrála.  |
| 2009/2010 | Soutěž se nehrála.  |
| 2010/2011 | Soutěž se nehrála.  |
| 2011/2012 | Soutěž se nehrála.  |
| 2012/2013 | Soutěž se nehrála.  |
| 2013/2014 | Soutěž se nehrála.  |
| 2014/2015 | Soutěž se nehrála.  |
| 2015/2016 | Soutěž se nehrála.  |
| 2016/2017 | TJ Sokol Mostkovice |
| 2017/2018 | TJ Sokol Držovice   |
| 2018/2019 |                     |